# 自我复制

脱氧核糖核酸 的 分子结构.

自我复制（英語：Self-replication） 是动力系统的一种行为，这种行为可以产生出和自身相同的结构。在适当的环境下，细胞会通过细胞分裂进行自我复制。在细胞分裂的过程中，DNA完成了自我复制，并且可以通过繁殖传递给后代。生物病毒也可以自我复制，但是必须在感染过程中使用寄主细胞内的复制机制。有害的朊病毒是一种蛋白质，它可以通过将正常的蛋白质变为有害的朊病毒而自我复制。计算机病毒可以使用计算机的软件和硬件自我复制。自我复制是机器人学中的研究课题，也是科学幻想中的热门主题。自我复制机制常常不会完美地复制个体，而是通过遗传变异来产生各种差异。这些变异会成为自然选择的基础，其中一些有利于在现有环境下生存的变异会保留下来，而其他的会被淘汰。

## 概览

### 理论
约翰·冯·诺伊曼的早期研究认为一个自我复制者应该包含以下部分：
- 该个体的代码化表示。
- 一个复制这段代码的机制。
- 一种能够影响和塑造该个体所处环境的机制。

也有例外的情况。例如，科学家已经成功地构建了一段RNA，它可以在RNA单体和转录因子的溶液“环境”下复制自身，在这个例子中，复制者是RNA，而复制机制存在于外界环境中。

### 自我复制的等级
近期的研究开始将自我复制者分类，通常基于它们所需要的支持数量。
- 所有或者大部分天然自我复制者都具有非人类的起源。包括天然的生物形态。
- 自养生物的自复制者可以“在野外”进行自我复制。他们可以生产自己的养料。根据设想，人类可能设计出非生物的自养自我复制者，它们可以更容易地制造出人类的产品。
- 自复制系统是一种设想中的系统，它可以从工业原料，例如金属条或者金属线中复制自己。
- 自我装配系统，它可以将分散的成品零件组装成自己的复制品。这种系统的简单范例已经在宏观上实现了。

自我复制机器的设计空间非常广阔。由 罗伯特·弗雷塔斯和瑞夫·墨克进行的一项比较研究 中识别了137种设计维度，并且将其划分为十余种类别，包括：(1) 复制操作， (2) 复制信息， (3) 复制基底。 (4) 复制结构， (5) 被动部分， (6) 主动部件， (7) 复制者能量， (8) 复制者动力学， (9) 复制过程， (10) 复制动作 (11) 产物结构 (12) 演化能力。

### 自复制计算机程序
计算机科学中的自我复制程序，是指一个执行之后可以输出自身代码的程序。它也被叫做自产生程式（Quine），以哲学家威拉德·冯·奥曼·蒯因命名。
下面是Python语言的一段自我复制程序：
a='a=%r;print a%%a';print a%a
一个更加无趣的方法是编写一个将任何数据串复制一遍的程序，然后将它指向自身。在这个情况下该程序既是运行的代码，又是代码处理的对象。这个方法在许多自复制系统中很常见，包括生物系统。因为它不需要包含那些描述自身的代码，所以会更简单。
在许多程序语言中，一段空白的程序也是合法的程序，执行之后不会输出任何错误，也不会输出任何结果。由于输出的结果和原程序相同，所以这个程序在理论上也是自我复制的。

### 自我复制纹样
在几何学中，如果有一种由多块全等的瓦片构成的纹样，可以组合成更大的与自身相似的纹样 ，它就可以被称为自我复制纹样（self-replicating tiling），这是一个称为密铺的领域中的概念。 称为“斯芬克斯”的六块多形组 （hexiamond）是唯一已知的自我复制的五边形。例如，4个图中的凹五边形可以一起组成一个和原形状相似但是2倍大小的凹五边形。所罗门·格伦布 为这样的自我复制纹样创造了掱形（rep-tiles）这个术语。
2012年，Lee Sallows将掱形确认为自组合纹样集（简称Setiset）的一个特例。拥有序数n的Setiset是一组n个形状，可以以n种方式来将自身组合成较大的复制品。其中所有形状都是独一的Setiset被称作“完美的”，一个序数n的掱形是n个瓦片组成的Setiset.

### 应用
制造出“铿锵复制机器”，也就是可以自我复制的宏观物理装置，是工程科学的长期目标。通常的出发点是降低批量生产产品的成本。许多权威认为，自我复制机器的生产成本极限会逼近木头或者其他生物产品的成本，因为自我复制机制避免了常规工业产品的劳动、资本和运输成本。
有理由相信，一种全新的人造自复制者已经成为近期可以达到的目标。NASA最近的一项研究中组建了一个铿锵复制机器，它的复杂度类似于英特尔的奔腾4处理器。这说明，这类技术在商业可接受的时间尺度内可以由一个相对小的工程团体研发出来。
自我复制在实际操作中的一个变体和编译器的构建有关，它有点类似于自然界的自我复制体中的先有鸡还是先有蛋问题。一个编译器（表现型）可以被应用到编译器自己的源代码（基因型）上面，结果得到编译器本身。在编译器的开发中，一个产生了突变的源代码被用于产生下一代的编译器。这个过程和自然界中的自我复制不同在于它是由程序员主导的，而不是自我复制者自己。

## 机器自我复制
自我複製機械是机器人学中的热门领域。所有的机器人（至少现代机器人）都有许多共通的特点，然而自我复制的机器人（或者一群机器人）通常会有下列功能：
- 获取构建自己的材料
- 制造新的自我的零件，包括最小的零件以及控制中枢
- 保证能源的稳定供应
- 组装新的个体
- 纠正后代中出现的错误

在纳米技术的尺度上，分子装配器也可以被设计为能够凭借自己的能量进行自我复制。然而，这也引起了灰蛊效应引发世界末日的可能性。在《奈米獵殺》、《Bloom》和《Recursion》等科幻小说中有过这样场景的描述。
前瞻学会向研究者们发布过一个关于制造自我复制机械的指南。这个指南中建议研究者们采用一些特别的技术，例如播存结构，来防止自复制机器失控。

## 和自我复制有关的领域
大部分和自我复制有关的研究都属于下列领域：
- 生物学对自然界的复制者和复制行为的研究。这可以作为在构建自我复制机器时作为重要的指引。
- 迷因如何在人类文化中扩散的研究。迷音只需要很少的材料，从理论上和病毒很相似，常常被称为类病毒。
- 纳米技术，或者更准确地说，分子纳米技术中关于纳米尺度的分子组装机的研究。如果没有自我复制能力，制造分子机械的资金和人力花费将大得难以想象。
- 太空资源：NASA资助了一些利用自我复制机器来开采太空资源的设计研究。这些研究大多包括计算机控制的可以复制自己的机器。
- 计算机安全：许多计算机安全问题都是由自我复制的计算机程序感染引起的——包括计算机病毒和计算机蠕虫。
- 在并行计算中，如果要为计算机集群或者分布式计算中的每一个点单独载入程序，需要花很长时间。使用移动主体来自动载入新程序可以为系统管理员节省大量时间，也会让用户更快地得到结果，如果它们没有失控的话。

## 工业中的自我复制

### 太空探索与工业生产
太空中的自我复制系统的目标，是使用较少的发射质量来探索大批量的物体。例如，一个自养的自我复制机器可以把太阳能电池铺满月球或者行星，然后通过微波把能量束传递给地球。同样，这样的机器也能生产矿石或者工业产品，包括用于运输这些产品的航天器。另一种自我复制机器冯·诺依曼探测器可以将自身的复制体扩散往星际和宇宙，然后发送回信息。
一般来说，因为这些系统是自养的，所以它们是最难制造和最复杂的自复制机器。它们也被认为是最有害的，因为它们的繁殖不需要人类的输入。
关于太空中自我复制机器的经典研究是1980年NASA由罗伯特·弗莱塔斯编辑的，关于自养形铿锵复制者的研究。大部分这一类设计研究都包含一个简单、易操作的化学系统用以处理月球的表岩屑，还需要研究自复制过程所需要的元素比例与表岩屑的元素丰度。比较有限的元素是氯，提取表岩屑中铝所需的重要元素。氯在月球表岩屑中非常稀少，所以快速的繁殖速度会需要大量的氯元素的输入。
设计中包含许多由小型计算机控制的电动车厢，它们在轨道上运行，每一节车厢都会有简单的手臂或者挖斗，成为一个基本的机器人。一个由柱子支撑的太阳能顶棚可以提供能源，其他的机械可以在这个顶棚下运作。“铸造机器人”可以通过机械臂使用一些塑造工具来制造灰泥模塑。它们很容易制造，可以用来铸造表面尺寸精确的零件。这些机器人可以使用不导电的石块融化物（玄武岩）或者导电的金属来制造大部分零件。它们使用电炉来融化金属。
在推测中，还有更复杂的“芯片工厂”用来生成计算机和电子系统，但是设计者也认为，实际情况下这些零件可能会从地球运过去，作为某种“维他命”。

### 分子机械
许多纳米技术专家相信，在人类能够设计纳米尺度的自我复制组装器之前，这个学科是不会达到成熟阶段的。  （页面存档备份，存于）
这些纳米系统会比自养系统简单得多，因为它们可以得到纯净的原料和能量供给，而不需要自己生产。关于分子水平的复制是否可能，一直存在争论。许多专家认为它不可能，引用了更复杂的自养自复制系统的例子；而认为它可能的专家，则引用了简单得多的自组装系统演示作为例子。在此同时，在2003年进行了一次演示实验，一个使用乐高构成的自动机器人可以沿着一个预先设定好的轨道，从4个已经制作好的零件组装自己的复制品。  （页面存档备份，存于）.
仅仅从已知的生物细胞出发来研究自我复制能力是不够的，因为蛋白质生物合成的能力存在局限。需要设计一个全新的自我复制机器，可以拥有广阔的合成能力。
2011年，纽约大学的科学家开发出一个可以复制自身的人工结构，复制的过程中存在生产新的物质的可能性。他们展示了除了DNA和RNA之外还有别的分子复制方法，它们可以是不相关的结构，拥有许多不同的形状，有不同的能力，和不同的化学过程相关联。对于这些假想中的不同类型的自我复制系统的化学基础，可以参见假定型生物化学。